# Chanat-la-Mouteyre
Chanat-la-Mouteyre is een gemeente in het Franse departement Puy-de-Dôme (regio Auvergne-Rhône-Alpes). De plaats maakt deel uit van het arrondissement Clermont-Ferrand. Chanat-la-Mouteyre telde op 1 januari 2022 949 inwoners.

## Geografie
De oppervlakte van Chanat-la-Mouteyre bedroeg op 1 januari 2022 14,27 vierkante kilometer; de bevolkingsdichtheid was toen 66,5 inwoners per km².

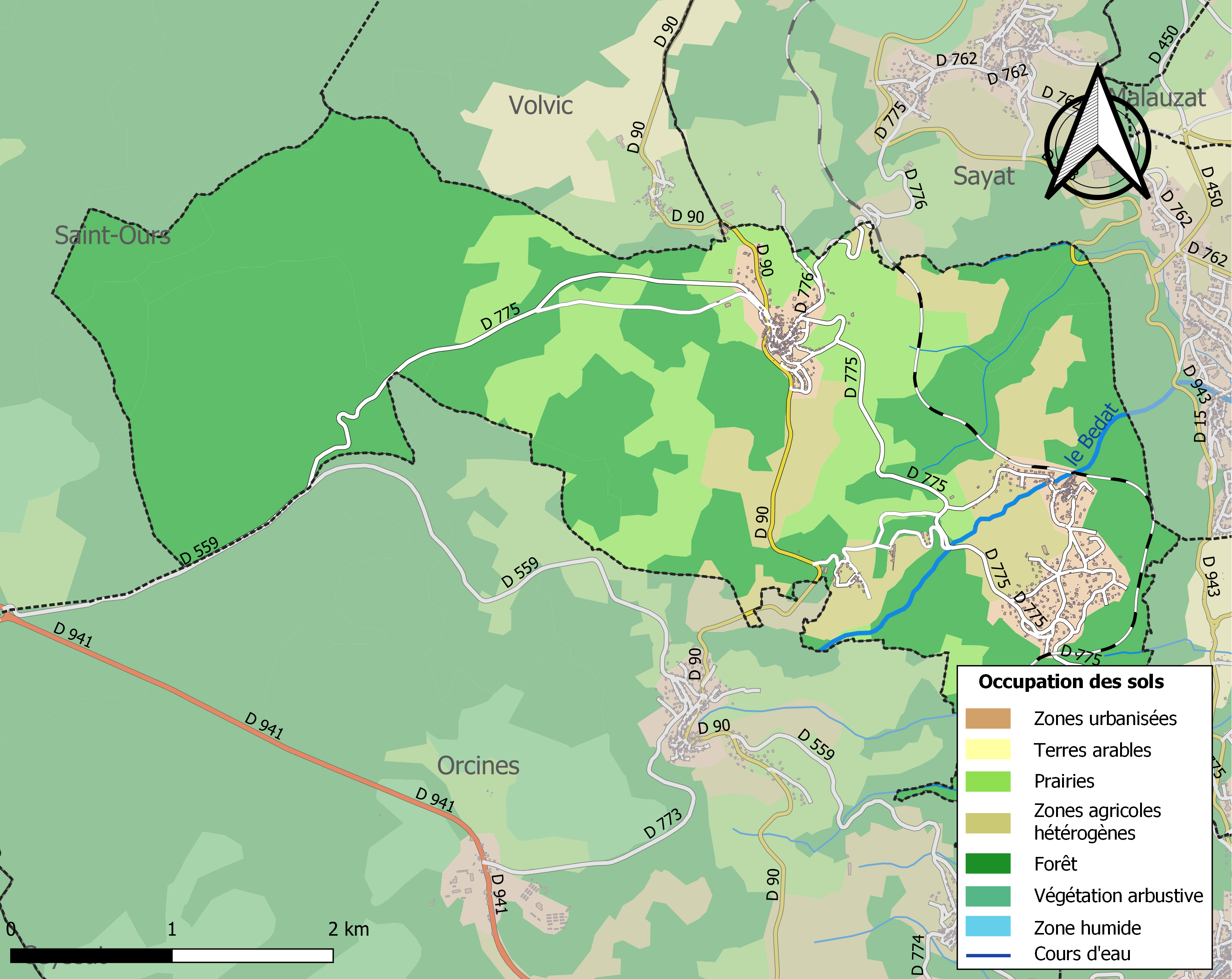
Kaart van de gemeente met belangrijkste infrastructuur, bodemgebruik en omliggende gemeenten

## Demografie
Onderstaande figuur toont het verloop van het inwonertal (bron: INSEE-tellingen).